# Mary Richardson

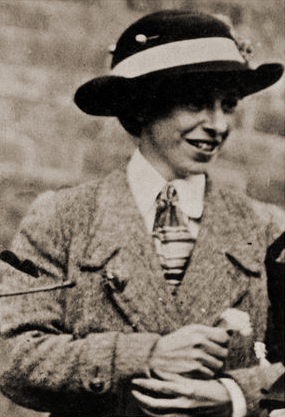
Mary Richardson omkring 1913

Mary Raleigh Richardson, född 1889, död 7 november 1961 i Hastings, var en kanadensisk-brittisk militant suffragett.
Mary Richardon var aktiv i rörelsen för kvinnlig rösträtt i Storbritannien. Hon gick in i Labour Party 1919 och var sedan kandidat i parlamentsval i olika valkretsar vid fyra val 1919–1934 utan att bli invald. År 1934 gick hon in i Oswald Mosleys högerextremistiska British Union of Fascists, där hon blev sekreterare i kvinnosektionen. Hon lämnade partiet 1935.

## Våldsaktioner
I början av 1900-talet påbörjade den brittiska suffragettorganisationen Women's Social and Political Union våldsaktioner. Organisationen, som leddes av Emmeline Pankhurst, ställde sig bakom flera aktioner med förstörelse av egendom för att få uppmärksamhet för sina krav på kvinnlig rösträtt. Mary Richardson var medlem i Women's Social and Political Union och en hängiven anhängare av Emmeline Pankhurst.
Mary Richardson anlade ett antal bränder, krossade fönster på inrikesministeriets hus och placerade en bomb på en järnvägsstation. Hon arresterades vid nio tillfällen och blev dömd till sammanlagt drygt tre års fängelse.

### Den sönderskurna Velázquez-målningen

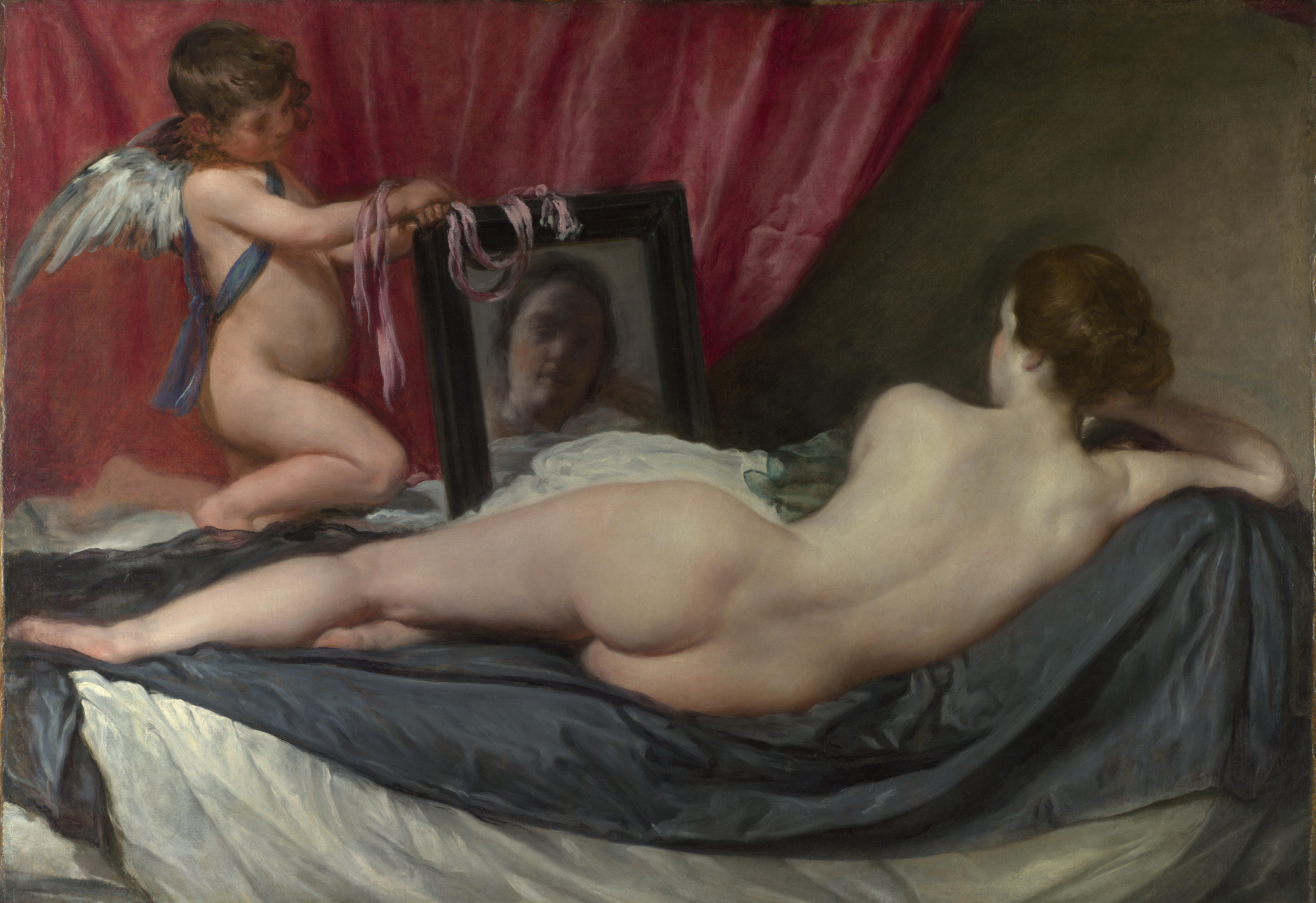
Venus med spegel av Diego Velázquez, restaurerad efter Mary Richardsons attack

Mary Richardsons mest ökända aktion företogs 10 mars 1914, dagen efter det att Emmeline Pankhurst hade arresterats, när hon gick in i National Gallery  i London och gjorde sju hugg i Diego Velázquez målning Venus med spegel med en insmugglad kökshuggkniv.
Hon skrev en kort förklaring för sin aktion till Women's Social and Political Union, vilken publicerades i tidningarna:
| ”                 | Jag har försökt förstöra bilden av den vackraste kvinnan i mytologins historia som en protest mot regeringen för att den förstört Mrs Pankhurst, som är den vackraste personen i modern historia. Rättvisa är en aspekt på skönhet likaväl som färg och teckning på en duk är det. Mrs Pankhurst försöker att uppnå rättvisa för kvinnosläktet, och för detta mördas hon långsamt av en regering som består av förrädiska politiker. Om det blir ett ramaskri mot mitt dåd, låt då var och en påminnas om att ett sådant ramaskri är ett hyckleri så länge som samma personer tillåter nedbrytningen av Mrs Pankhurst och andra vackra levande kvinnor, och att ända tills allmänheten upphör att tillåta mänsklig nedbrytning att ske, så kommer de stenar som kastas mot mig för att ha förstört denna bild att vara ett bevis på den egna konstnärliga såväl som moraliska och politiska humbugen och hyckleriet. | „ |
| – Mary Richardson | |   |

Mary Richardson, som i pressen kom att kallas Slasher Mary ("Huggar-Mary"), dömdes till sex månaders fängelse, maximumstraffet för förstörelse av konstverk.